# Île de loisirs d'Étampes
L'Île de loisirs d'Étampes est une base de plein air et de loisirs située dans le département de l'Essonne en France. Elle est l'une des douze île de loisirs de la région Île-de-France.
Elle est située à 53 km au sud de Paris, à 40 km d'Évry et à 20 km de Dourdan.

## Présentation
La base a été ouverte au public en 1977, après deux années de travaux. Elle s'étend sur 78 hectares d'espaces verts dont 5 hectares de plan d'eau. Elle est implantée au sud-est de la commune d'Étampes, en bordure de la route nationale 20 au nord et de la route départementale 49 à l'ouest.
Cinq entrées automobiles sont aménagés ainsi que trois entrées piétons.

## Gestion
L'île de loisirs est, comme toutes celles d’Ile-de-France, propriété de la Région, qui la gère via la régie SPIC.
La base emploie autour de quatre-vingts salariés en pleine saison pour assurer l'accueil de 287 000 visiteurs par an. Les mois de juillet et août constitue le pic de visite avec 43% de la fréquentation annuelle (13 700 visiteurs par semaine). 42% des visiteurs résident dans une commune située à moins de 10 km.

## Activités
La base permet diverses activités sur ses différents équipements :
- Une vaste piscine à vagues de 1 750 m2, avec une pataugeoire de 200 m2, un toboggan, et 5 min de vagues toutes les heures. Ouverte tout l'été de 11h à 18h30, dispose d'un snack et d'un espace vert.
- Un plan d'eau de 6 hectares, bordé par un restaurant avec terrasse sur le lac.
- Une patinoire synthétique de 600 m (qui se pratique avec des rollers).
- La seule luge sur rail d'Île de France sur un parcours de 800 m.
- Un poney-club pratiquant des stages et des baptêmes découvertes.
- Et enfin des promenades en forêt, une réserve de faune sauvage en liberté, des rosalies, un minigolf, des terrains de tennis et de pétanque, et un parcours du combattant complètent l'offre.

On y trouve 3 salles polyvalentes louables donnant sur le plan d'eau, et 3 buvettes.
La base dispose pour les groupes de 58 lits d'hébergements et d'un camping pour 100 places.

## Fréquentation
La fréquentation annuelle de l'île de loisirs d'étampes est estimée à 300 000 visiteurs par an. Lors d'une semaine type 3 000 en basse saison et jusqu'à 14 000 visiteurs en haute saison. 
Le taux de fréquentation de l'Île de Loisirs d'étampes a atteint son apogée durant les JO 2024, participant à la zone de célébration des jeux olympiques : toutes les activités ont été rendues gratuites. Ce faisant l'île de loisirs estime avoir été fréquentée par plus de 20 000 personnes durant la période des jeux.